# 청원군 갑
청원군 갑은 대한민국의 옛 국회의원 선거구이다. 당시 충청북도 청원군의 일부 지역을 관할했다.

## 역사
제헌 국회의원 선거를 앞두고 청원군 사주면, 낭성면, 미원면, 가덕면, 남일면, 남이면, 문의면, 현도면, 부용면 지역을 관할하는 선거구로 신설되었다.
1963년 1월, 사주면이 청주시로 편입되었다. 이에 제6대 국회의원 선거를 앞두고 사주면 지역은 청주시 선거구로 편입되었으며 나머지 청원군 갑 선거구는 을 선거구와 통합되어 청원군 선거구를 이루게 됨에 따라 폐지되었다.

## 역대 국회의원
| 선거   | 정당 | 정당   | 의원   |
| ------ | ---- | ------ | ------ |
| 1948년 |      | 무소속 | 홍순옥 |
| 1950년 |      | 무소속 | 이도영 |
| 1954년 |      | 무소속 | 신정호 |
| 1958년 |      | 자유당 | 오범수 |
| 1960년 |      | 민주당 | 신정호 |

## 역대 선거 결과

### 대한민국 제헌 국회의원 선거
|  | 41.34% |

|  | 20.85% |

|  | 20.82% |

|  | 16.96% |

### 대한민국 제2대 국회의원 선거
|  | 26.74% |

|  | 14.47% |

|  | 12.42% |

|  | 9.13% |

|  | 8.74% |

|  | 7.55% |

|  | 7.51% |

|  | 5.70% |

|  | 4.28% |

|  | 3.40% |

### 대한민국 제3대 국회의원 선거
|  | 30.83% |

|  | 28.72% |

|  | 18.89% |

|  | 16.39% |

|  | 5.16% |

### 대한민국 제4대 국회의원 선거
|  | 47.12% |

|  | 37.47% |

|  | 10.15% |

|  | 5.24% |

### 대한민국 제5대 국회의원 선거
|  | 37.10% |

|  | 21.23% |

|  | 16.53% |

|  | 11.45% |

|  | 8.95% |

|  | 4.70% |

|  | 0% |